# Березень 2011
Березень 2011 — третій місяць 2011 року, що розпочався у вівторок 1 березня та закінчиться у четвер 31 березня.
- 1 березня
  - Внаслідок скандалу, пов'язаного з плагіатом, міністр оборони Німеччини та один з найпопулярніших німецьких політиків Карл-Теодор цу Гуттенберг подав у відставку.[1][2]
- 3 березня
  - Ессам Шараф призначений прем'єр-міністром Єгипту Вищою радою озброєних сил Єгипту після того, як Ахмад Шафік подав у відставку.[3]
  - В Лондоні урочисто відкрили перший олімпійський символ — 5 кілець на вокзалі «Сен-Пенкрас».[4]
  - В.о. Президента Тунісу Мухаммед Ґаннуши призначив вибори до парламенту на 24 липня цього року.[5]
  - 44 чемпіонат світу з біатлону стартував в Ханти-Мансійську, Росія.[6]
- 4 березня
  - Окрім членів ЄС санкції щодо Білорусі ввели ще 9 країн: Норвегія, Ісландія, Ліхтенштейн, Сербія, Хорватія, Чорногорія, Північна Македонія, Албанія, Боснія і Герцеговина.[7]
- 5 березня
  - Щонайменше, 22 людини загинули в результаті зіткнення вантажівки з автобусом в бразильському штаті Санта-Катаріна[8].
- 6 березня
  - В Техасі (США) пройшов мітинг за незалежність штату[9].
- 7 березня
  - 12 осіб отримали поранення під час вибуху на газовій свердловині Husky Energy південніше Едсона в канадському штаті Альберта[10].
- 8 березня
  - Дієґо Марадона почав вчити українську мову.[11]
  - П'яний водій врізався у будівлю Верховної ради України[12].
  - Україна потрапила до десятки країн, яким найбільше загрожує дефолт[13].
  - У Венесуелі під час кориди бик вистрибнув на трибуни. Ніхто не загинув, утім один працівник стадіону отримав серйозні травми від удару рогами[14].
  - У двох регіонах Ємену поліція відкрила вогонь по учасниках акцій протесту, які вимагали відставки Президента Алі Абдалли Салеха, який править країною понад 30 років[15].
  - Американська телекомпанія Warner Bros. звільнила актора Чарлі Шина, який виконував головну роль у комедійному серіалі «Два з половиною чоловіки», через неадекватну поведінку[16].
- 9 березня
  - Україна вшановує 197 річницю з Дня народження Тараса Шевченка[17].
  - Віта Семеренко виборола бронзу на Чемпіонаті світу з біатлону 2011[18].
- 11 березня
  - На північному сході Японії стався найбільший в історії країни землетрус.[19]
- 12 березня
  - У районі першого блоку японської АЕС «Фукусіма-1» пролунав вибух. Повідомляється, що декілька чоловік поранено. Через десять хвилин після вибуху станцію обкутало білим димом.
- 13 березня
  - У Києві вшанували загиблих під час Куренівської трагедії[20].
  - За останніми даними, в результаті землетрусів і цунамі в Японії загинула 1 351 людина[21].
  - Європейський Союз та НАТО виступили на підтримку лівійських повстанців[22].
  - У Беніні проходять президентські вибори[23].
- 14 березня
  - В Японії на АЕС «Фукусіма-1» стався вибух водню на трьому енергоблоці станції. За інформацією уряду Японії реактор не постраждав.
  - Згідно з соціологічними даними проведеними у 2010 році, майже 49% молоді хочуть виїхати з України назавжди[24].
  - В Японії не можуть знайти близько 40 українців[25].
- 22 березня
  - Триває автопробіг "Відбери в олігархів Україну, поверни її громадянам!"[26]
  - Проти екс-президента Леоніда Кучми порушено кримінальну справу.[27]
  - Колишній президент Ізраїлю Моше Кацав отримав 7 років ув'язнення за сексуальні злочини.[28].
- 23 березня
  - Вчені висунули нову гіпотезу для пояснення наявності довгих ший у зауропод[29]
  - Триває виборчий Синод Єпископів Української Греко-Католицької Церкви, який має на меті обрати нового Главу УГКЦ після відставки Верховного Архієпископа Любомира Гузара[30].
  - Лівійська опозиція призначила керівника тимчасового уряду, ним став Махмуд Джибріль.[31]
- 24 березня
  - Парламент Туреччини схвалив участь країни у морській блокаді Лівії. Повідомлено, що в операції мають задіяти чотири фрегати, підводний човен та корабель забезпечення. Натомість Туреччина навідріз відмовилася надсилати літаки та солдатів для участі в операції.[32][33]
  - Болівія заявила, про намір  домагатися через міжнародний трибунал територіального доступу до узбережжя Тихого океану, втрату якого на користь Чилі країна визнала 1904 року. Чилі осудили таку заяву.[34]
  - Прем’єр-міністр Португалії Жозе Сократеш подав у відставку після того, як португальський парламент відхилив план антикризових заходів, які запропонував уряд.[35]
  - Вища рада збройних сил Єгипту оголосила про набуття чинності тимчасової Конституції країни.[36]
- 25 березня
  - О 13:00 київського часу прес-служба Святого Престолу офіційно повідомила, що Папа Римський Бенедикт XVI затвердив вибір Синоду Єпископів УГКЦ, на підставі якого новим Верховним Архієпископом Києво-Галицьким і Главою Української Греко-Католицької Церкви став наймолодший член Синоду, єпископ Святослав Шевчук, який до того часу виконував обов'язки апостольського адміністратора Буенос-Айреської греко-католицької єпархії Покрова Пресвятої Богородиці. Вибір відбувся 23 березня, у третій день виборчого Синоду[37].